# Perinton
Perinton ist eine Kleinstadt (Town) im Monroe County im US-Bundesstaat New York. Das U.S. Census Bureau hat bei der Volkszählung 2020 eine Einwohnerzahl von 47.479 ermittelt.
Der Ort ist Sitz des Wein-Konzerns Constellation Brands und war dies ebenfalls für den Einbruchmeldetechniker Detection Systems bis zu dessen Übernahme durch Bosch.
Zur Gemeinde gehört auch das Dorf (Village) Fairport am Eriekanal mit gut 5.000 Einwohnern.

## Persönlichkeiten
- Ralph Bown (1891–1971), Radiopionier
- Paul Foster Case (1884–1954), Okkultist
- Chris Collins (* 1984), Eishockeyspieler
- Philip Seymour Hoffman (1967–2014), Schauspieler
- Julia Nunes (* 1989), Sängerin
- Christopher Rouse (* 1949), Komponist
- Warren Thew (1927–1984), Pianist